# Quartiere San Vitale
San Vitale è un ex-quartiere del comune di Bologna, accorpato al quartiere San Donato nel 2016 a formare il quartiere San Donato-San Vitale.

## Storia
Il nome fa riferimento all'antica Strada San Vitale che dal centro di Bologna, passando per Porta San Vitale, si dirigeva ad est raggiungendo il torrente Idice presso Castenaso. Ancora oggi è l'asse principale del quartiere e prende i nomi di Massarenti e Mattei.
Il 18 aprile 1945 in via Scandellara, una palazzina disabitata, base dei distaccamenti di Medicina e Castenaso della 7ª Brigata Garibaldi «Gianni», per cause sconosciute fu distrutta dallo scoppio delle munizioni ed esplosivivi ivi ammassati; nel crollo perirono 13 partigiani. Al loro ricordo è intitolata la scuola dell'infanzia sorta nella stessa via.

### Storia amministrativa
Il quartiere San Vitale fu istituito nel 1962. Nel 1985 vi fu aggregata la zona Irnerio del centro storico, che nel 2016 passò al quartiere Santo Stefano; contestualmente, il quartiere San Vitale venne soppresso in luogo del nuovo quartiere San Donato-San Vitale.
| Presidenti di Quartiere | Presidenti di Quartiere | Presidenti di Quartiere | Presidenti di Quartiere | Presidenti di Quartiere |
| ----------------------- | ----------------------- | ----------------------- | ----------------------- | ----------------------- |
| Periodo                 | Presidente              | Lista                   | Lista                   | Note                    |
| 2004 - 2009             | Carmelo Adagio          |                         | Federazione dei Verdi   | [ senza fonte ]         |
| 2009 - 2011             | Mauro Roda              |                         | Partito Democratico     | [ senza fonte ]         |

## Monumenti e luoghi d'interesse

### Architetture religiose
- Chiesa di Sant'Antonio di Savena
- Chiesa di Sant'Egidio
- Chiesa di San Giacomo della Croce del Biacco
- Chiesa di Santa Maria del Suffragio
- Chiesa di Santa Rita

### Architetture civili
- Torre Unipol
- Grattacielo La Meridiana

## Società

### Evoluzione demografica
abitanti censiti

## Geografia antropica
Il quartiere fa parte del Quartiere San Donato-San Vitale, di cui è zona statistica. L'aggregato urbano principale si pone lungo l'asse via Massarenti-via Mattei, prosecuzione urbana della Strada statale 253 San Vitale. È ulteriormente suddiviso in 9 aree statistiche, ovvero S.Orsola, Mengoli, Cirenaica, Scandellara, Guelfa, via Larga, Roveri, Croce del Biacco e Stradelli Guelfi.
Cirenaica
Rione popolare sorto negli anni 1930 tra la ferrovia Bologna-Firenze e Via Massarenti.
Croce del Biacco
Zona residenziale periferica posta oltre la tangenziale, ha il suo centro nella Piazza dei Colori. Il nome deriva dall'insediamento storico rurale che ha il suo punto di riferimento nella chiesa di San Giacomo, testimoniata a partire dal 1271, e deriverebbe dall'iscrizione di una croce di campagna Crux B. Jacobi.
Guelfa
Zona residenziale, percorsa dal tratto più periferico di Via Massarenti. Vi si trovano la chiesa parrocchiale di Santa Rita, la Stazione di Bologna Santa Rita e il Grattacielo La Meridiana. Il nome deriva dalla Via Guelfa, tratto urbano dell'antica strada che conduceva a Castel Guelfo, seguendo il percorso degli Stradelli Guelfi.
Via Larga
Area di recente urbanizzazione, vi convivono edifici residenziali, commerciali e aree di verde pubblico. Il paesaggio è dominato dalla Torre Unipol, l'edificio più alto dell'Emilia-Romagna.
Roveri
Zona industriale concentrata tra Via Mattei e l'ex Scalo merci San Donato, nata alla fine degli anni Sessanta dopo la costruzione della tangenziale. Tra gli anni '60 e '70 verrà confermata la caratterizzazione industriale della periferia nord-est con il PRG e sue varianti.
Scandellara
Zona tradizionalmente rurale e di valore paesaggistico, ha conosciuto negli anni 10 e 20 del XXI secolo un forte sviluppo abitativo. Si snoda lungo le vie Scandellara e del Terrapieno: vi si trovano il centro sociale, con la biblioteca Scandellara "Mirella Bartolotti" ed altri servizi. Dal 1993 il parco omonimo ospita lo Scandellara Rock Festival riservato alle band emergenti per le quali sono anche disponibili dei locali comunali nelle ex scuderie. L'odonimo è piuttosto antico, e deriva probabilmente dal cognome dei signori del luogo.